# Чаннер, Джордж Николас
Джо́рдж Ни́колас Ча́ннер (англ. George Nicholas Channer; 7 января 1843, Аллахабад, Северо-Западные провинции, Британская Индия, Британская империя — 13 декабря 1905, Уэстворд-Хо!, Девоншир, Англия, Соединённое Королевство Великобритании и Ирландии) — британский военный деятель, генерал Британской Индийской армии. Кавалер креста Виктории.
Родился в 1843 году в Британской Индии в семье военного. После получения образования в 1859 году был зачислен на службу в Британскую Индийскую армию. Принял участие в Амбельской кампании (1863) и Лушайской экспедиции (1871—1872); служил в 89-м, 95-м, 2-м пехотных полках. В 1875 году во время Перакской войны как капитан 1-го гуркхского полка отличился при взятии вражеского укрепления на Малаккском полуострове, за что был награждён крестом Виктории, высшей наградой Британской империи за храбрость перед лицом врага. Впоследствии участвовал в экспедиции Джоваки (1877), афганской войне (1878—1880), Хазарейской экспедиции (1888), Читральской экспедиции (1895). Также занимал пост командира 14-го сикхского полка (1884—1888), был командующим Ассамским военным округом (1892—1896). Кавалер ордена Бани (1889), многих медалей за участие в военных кампаниях, был неоднократно упомянут в донесениях командования. В 1899 году получил звание генерала, а в 1901 году вышел в отставку. Скончался в 1905 году в Девоншире по болезни в возрасте 62 лет.

## Биография

### Молодые годы, семья, образование
Джордж Николас Чаннер родился 7 января 1843 года в Аллахабаде, в Британской Индии.
Он был старшим выжившим сыном из восьми детей Джорджа Гирдвуда Чаннера (1811—1895), полковника Бенгальской артиллерии, и его жены Сьюзан (1813—1895), старшей дочери преподобного Николаса Кендалла, мирового судьи, викария Талланда и Ланливери, что в Корнуолле.

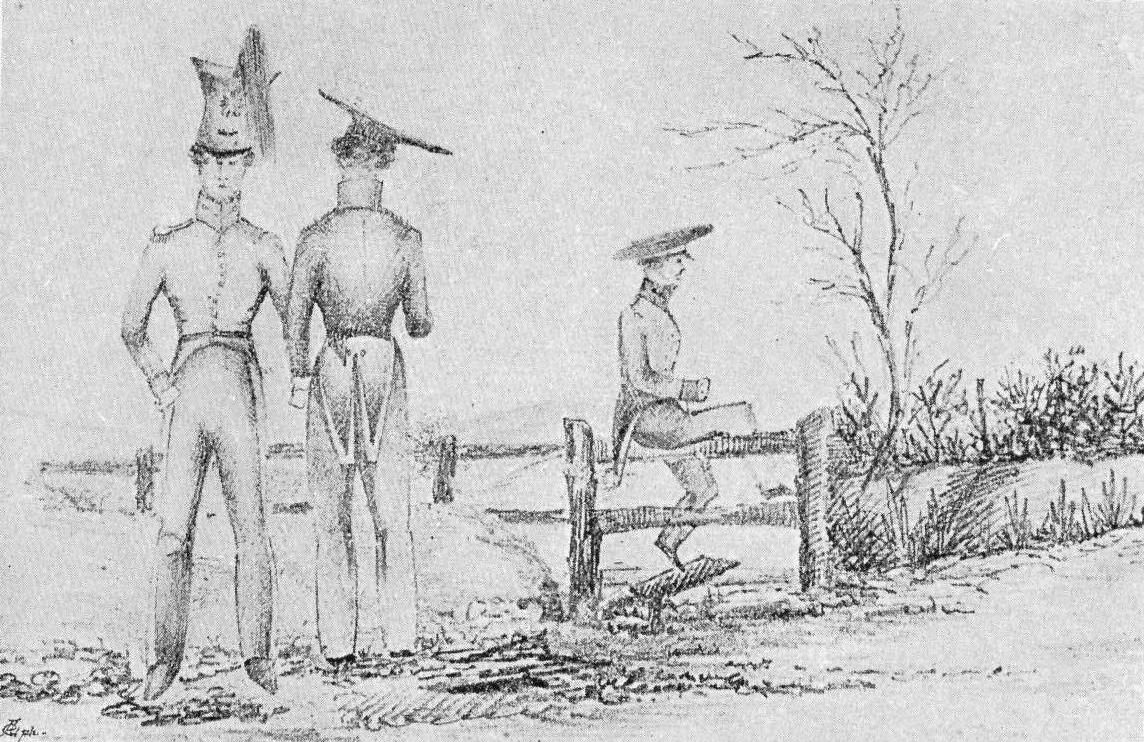
Кадеты Аддискомбской военной семинарии, рисунок Дж. Г. Чаннера, 1826—1827 годы

Брат — Бернард Чаннер (1846—1918), энсин (1867), лейтенант (1868), служил в Индийском штабном корпусе (1872), капитан (1879), кавалер ордена «За выдающиеся заслуги» «за операции в Бирме» (1886), майор (1887), ассистент генерал-адъютанта Хайдарабадского контингента (1889—1893), подполковник (1893), полковник (1898), вышел в отставку (1905). Трое его сыновей также избрали военную карьеру и служили в Индии, и один из них был награждён орденом «За выдающиеся заслуги».
После окончания школы грамоты Труро, в 1856—1859 годах Джордж учился в Челтнемском колледже. Также он окончил Аддискомбскую военную семинарию, в которой ранее учился его отец.

### Начало военной карьеры
4 сентября 1859 года в возрасте 16 лет и 8 месяцев в звании энсина Джордж Чаннер был зачислен на службу в Британскую Индийскую армию. Он служил в 89-м и 95-м полках. 25 мая 1861 года Чаннер был повышен до лейтенанта.
В 1863—1864 годах во время кампании в Северо-Западной пограничной провинции Чаннер впервые принял участие в боевых действиях. Во время Амбельской кампании он участвовал в боях 16 и 17 декабря 1863 года против фанатиков Ситаны, за что был награждён медалью с пряжкой. В 1864 году Чаннер был в колонне генерала Уайльда во время экспедиции в местность джадунов.
16 августа 1867 года Чаннер был направлен на службу в Бенгальский штабной корпус. В 1871—1872 годах он принял участие в Лушайской экспедиции, за что получил пряжку к медали. 4 сентября 1871 года Чаннер был повышен до капитана. Он служил во 2-м туземном и 1-м гуркхском полках.

### Награждение крестом Виктории
В 1875—1876 годах Чаннер в составе Малаккской колонны принял участие в Перакской войне на Малаккском полуострове, а именно — в многочисленных операциях в Сунджей-Уджонге, Терачи, Срименанти.
Ввиду распространения восстания на всё новые области Малайи, 6 декабря 1875 года третья колонна британских сил, включавшая в себя большую часть 1-го гуркхского полка, а также штаб и около 250 человек, под командованием полковника Клея отплыла на корабле «S.S. Malda» из Пенанга в Малакку, куда прибыла два дня спустя. После некоторой реорганизации, утром 20 декабря небольшой отряд из 25 гуркхов под командованием капитана Чаннера выдвинулся во вражеский тыл на разведку дороги через перевал Букит-Путус, который был занят противником. Не имея возможности определить размер вражеских сил и мощь их обороны по причине сложного рельефа местности и высокой плотности джунглей, Чаннер решил подобраться к позициям противника поближе для оценки обстановки, несмотря на крутизну холма и невозможность пронести на него значительное количество оружия. Оставив свой отряд в безопасном месте и выбрав из него двух солдат для подмоги, Чаннер двинулся в джунгли по направлению к видневшемуся вдали дыму. Обнаружив туземца, который стал его невольным проводником, он с его помощью к пяти часам вечера незаметно достиг крепкого частокола из заострённых стеблей бамбука, внутри территории которого площадью в семь ярдов стояло вражеское укрепление, или форт — бревенчатая хижина, с толщиной стен в два фута, с двумя узкими входами и несколькими бойницами. В несколько подходов Чаннер подошёл так близко, что слышал голоса вражеских солдат, и даже звуки того, как они готовят себе еду. Подозвав свой отряд, Чаннер вместе с двумя товарищами перебрался через частокол в одном из его слабых мест и бросился на гарнизон противника из порядка 20—30 человек, занятых трапезой и застигнутых врасплох. Чаннер первым из своего револьвера застрелил вражеского солдата. Два помощника Чаннера тоже убили по малайцу. Потеряв несколько человек убитыми, оставшиеся силы противника после короткой перестрелки обратились в бегство в джунгли и оставили укрепление. Дав сигнал оставшимся позади гуркхам, Чаннер со своим отрядом полностью занял позицию противника, практически завершив кампанию. В форте был найден четырёхфунтовый пулемёт. Британцы потеряли двух человек убитыми, ещё двое были ранены, тогда как потери малайцев представляются серьёзными, но в точной степени неизвестны, так как убитые и раненые были унесены ими с поля боя. Как указывал в своём докладе полковник Клей, капитан Чаннер благодаря своей предусмотрительности, хладнокровию и бесстрашию предотвратил большие человеческие потери.
За свои действия Чаннер был упомянут в донесениях, поощрён благодарностью правительства Индии и министерства по делам колоний, награждён пряжкой к медали. 12 апреля 1876 года он был временно повышен до майора «в знак признания заслуг во время недавних операций против малайцев в Пераке», и в тот же день удостоен креста Виктории. На тот момент Чаннеру было 32 года. Два же его товарища по первой атаке против малайцев — Балбир Гхарти и Джитман Тхапа — были награждены орденом Заслуг.

Военное министерство, 12 апреля 1876 г.
Королева была любезно рада сообщить о своём намерении удостоить Креста Виктории нижеупомянутого офицера, чьи рекомендации на это были поданы на одобрение Её Величества за его доблестное поведение во время недавних операций против малайцев в Пераке, как указано напротив его имени, а именно: —
| Род войск.                  | Звание и Имя.                                        | Акт Храбрости, за который отрекомендован. |
| --------------------------- | ---------------------------------------------------- | --- |
| Бенгальский Штабной Корпус… | Капитан (ныне Временный Майор) Джордж Николас Чаннер | За то, что он с величайшей храбростью первым ворвался во вражеский частокол, куда он был отправлен с небольшой группой 1-го Гуркхского легкого пехотного полка во второй половине дня 20 декабря 1875 года командующим офицером Малаккской колонны для получения информации о его мощи, диспозиции и т.д. Майор Чаннер полностью зашёл в тыл вражеской позиции, оказавшись настолько близко, что мог слышать исходящие изнутри голоса людей, занятых в то время готовкой и не заметивших его, и подозвав своих солдат, тихо подвёл вперёд всю группу на расстояние в несколько шагов от частокола. Ворвавшись внутрь, он первым застрелил человека из своего револьвера, и тогда его отряд подошёл и вошёл в укрепление, имевшее очень значительный вид и окружённое бамбуковым частоколом; на площади около семи ярдов стояла деревянная хижина, с бойницами, с двумя узкими входами и бревенчатыми стенами толщиной в два фута. Командующий офицер доложил, что если бы майор Чаннер, благодаря своей дальновидности, хладнокровию и бесстрашию, не взял этот частокол, то, должно быть, погибло бы большое число солдат, поскольку по причине крутизны холма и плотности джунглей он не мог доставить туда вооружение, и данная позиция могла быть взята только силой оружия. |

Оригинальный текст (англ.)
War Office, April 12, 1876.

THE Queen has been graciously pleased to signify Her intention to confer the decoration of the Victoria Cross on the undermentioned Officer, whose claim to the same has been submitted for Her Majesty's approval, for his gallant conduct during the recent operations against the Malays in Perak, as recorded against his name, viz.: —
Bengal Staff Corps…
Captain (now Brevet-Major) George Nicholas Channer
For having, with the greatest gallantry, been the first to jump into the Enemy’s Stockade, to which he had been dispatched with a small party of the 1st Ghoorkha Light Infantry, on the afternoon of the 20th December, 1875, by the Officer commanding the Malacca Column, to procure intelligence as to its strength, position &c.
Major Channer got completely in rear of the Enemy’s position, and finding himself so close that he could hear the voices of the men inside, who were cooking at the time, and keeping no look out, he beckoned to his men, and the whole party stole quietly forward to within a few paces of the Stockade. On jumping in, he shot the first man dead with his revolver, and his party then came up, and entered the Stockade, which was of a most formidable nature, surrounded by a bamboo palisade; about seven yards within was a log-house, loop-holed, with two narrow entrances, and trees laid latitudinally, to the thickness of two feet.
The Officer commanding reports that if Major Channer, by his foresight, coolness, and intrepidity, had not taken this Stockade, a great loss of life must have occurred, as from the fact of his being unable to bring guns to bear on it, from the steepness of the hill, and the density of the jungle, it must have been taken at the point of the bayonet.

### Последующая служба
В 1877 году Чаннер принял участие в экспедиции Джоваки против афридиев, за что был награждён пряжкой к медали. Он служил в 29-м Пенджабском туземном пехотном полку. В составе Курамских полевых сил Чаннер участвовал в афганской войне 1878—1880 годов, в частности — вёл полк в атаку при взятии перевала Пейвар-Котал. 22 ноября 1879 года он был временно повышен до подполковника «в знак признания заслуг в конце Афганской кампании 1878—9 годов», а также награждён медалью с пряжкой и упомянут в донесениях. 22 ноября 1883 года Чаннер был повышен до полковника, а 4 сентября 1885 года получил звание подполковника. В 1884—1888 годах он был командиром 14-го Фирозпурского сикхского полка.

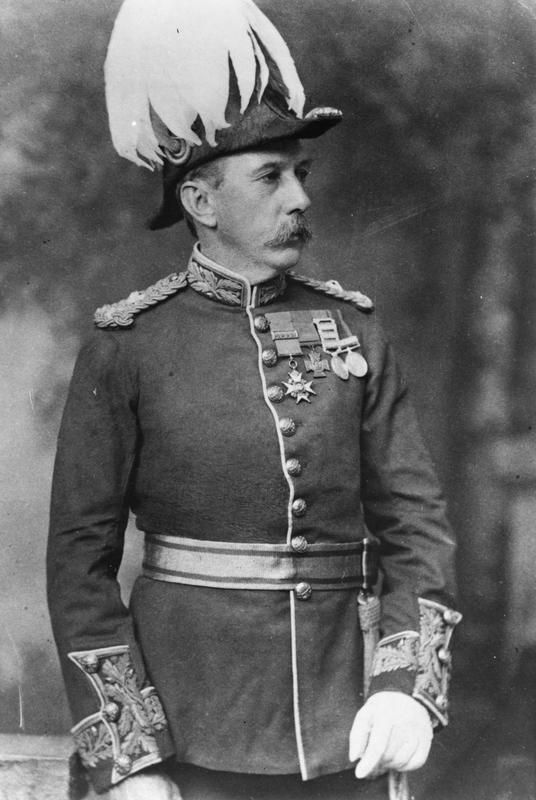
Генерал Джордж Н. Чаннер

В 1888 году Чаннер как командир 1-й бригады в составе Хазарейских полевых сил под командованием генерала Маккуина принял участие в экспедиции на Чёрную гору, предпринятой для наказания хазарейских племён за нападение на британские войска на британской же территории. Активная фаза операции началась 3 октября, и к 18 ноября войска вернулись на британскую территорию. Согласно докладу командования, Чаннер был движущей силой кампании, заслужив всеобщее уважение своей необычайной энергией и умением изыскать ресурсы для разрешения чрезвычайной ситуации. 10 апреля 1889 года как временно повышенный до бригадного генерала он был возведён в звание члена военного дивизиона третьего класса ордена Бани «в знак признания заслуг во время операций в Хазаре», а также упомянут в донесениях и награждён пряжкой к медали.
22 апреля 1892 года Чаннер получил постоянное звание бригадного генерала и был назначен на пост командующего округом второго класса Индии в Бенгалии, а именно — Ассамским округом. В том же году он получил право на высокую пенсию по выслуге лет. 27 апреля 1893 года Чаннер был повышен до генерал-майора. В 1895 году он как командир резервной бригады принял участие в Читральской экспедиции, за что был награждён медалью с пряжкой. 9 ноября 1896 года Чаннер получил звание генерал-лейтенанта. 11 декабря 1896 года он оставил пост командующего округом. 12 января 1899 года Чаннер был повышен до генерала. 9 ноября 1901 года вышел он в отставку c зачислением в резерв. В 1902 году Чаннер присутствовал на коронации Эдуарда VII.

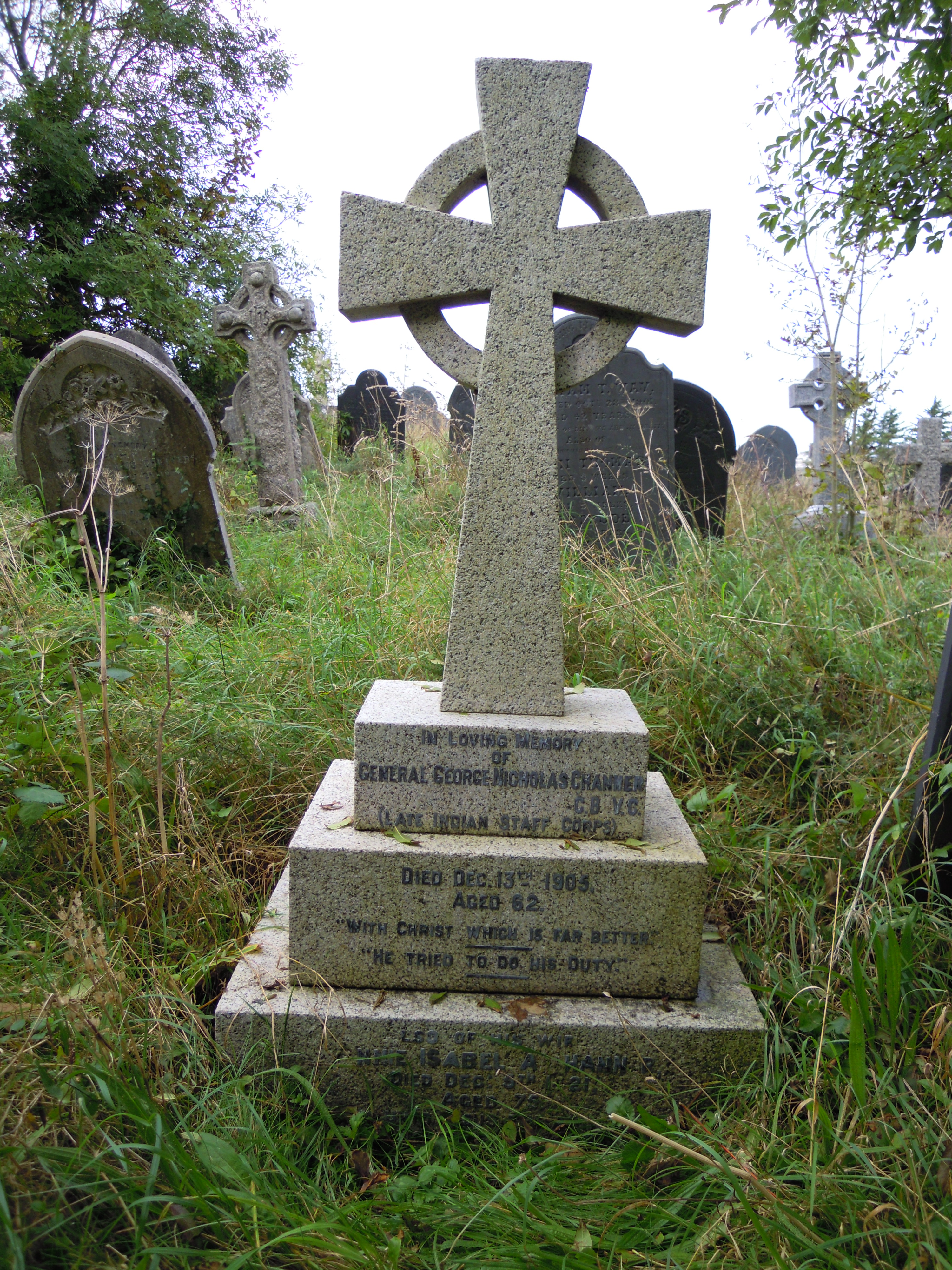
Надгробный памятник на могиле генерала Чаннера

Джордж Николас Чаннер скончался 13 декабря 1905 года в возрасте 62 лет после долгой болезни в Уэстворд-Хо!, что в Девоншире. Похоронен на кладбище Ист-зе-Уотер в Бидефорде.

## Личная жизнь
В 1872 году в церкви Христа в Гринвиче Джордж Чаннер женился на Энни Изабелле Уотсон (р. 1845), дочери Джона Уильяма Уотсона, эсквайра, виноторговца из Шутерс-Хилла. Энни скончалась в 1921 году и была похоронена рядом с мужем. У них было десять детей — четыре дочери и шесть сыновей. Двое из четырёх выживших сыновей выбрали военную карьеру:
- Джордж Кендалл Чаннер (1873—1947)[5][67], награждён бронзовой малой медалью Королевского гуманного общества[англ.] за спасение мужчины от утопления в Истборне (1894)[68][69], и пряжкой к ней за спасение лодочника на озере в Нанкатчи в Индии (1901)[70][71], выпускник Королевского военного колледжа в Сандхерсте (1895)[68][72], второй лейтенант (1895)[73], лейтенант (1897)[74], капитан (1904)[75], майор 3-го гуркхского полка (1913)[76], кавалер ордена «За выдающиеся заслуги» (1918)[77][78], офицер ордена Короны Италии (1919)[71][79], отчислен в резерв с присвоением звания подполковника (1920)[80].
- Хью Уотсон Чаннер (1878—1948)[81][82], второй лейтенант Королевской морской пехоты (1897)[83][84], лейтенант (1898)[85], капитан (1903)[86], прикомандирован к армии Египта (1904)[87], кавалер ордена Османие 4-й степени (1913)[88], майор (1915)[89], кавалер ордена Нила 3-й степени (1917)[90], кавалер Военного креста (1917)[91], начальник казарм (1917)[92], подполковник (1927)[93], вышел в отставку (1928)[94].

## Награды
Крест Виктории, орден Бани степени компаньона, медаль общей службы в Индии с пятью пряжками «АМБЕЛА», «ЛУШАЙ», «ПЕРАК 1875—6», «ДЖОВАКИ 1877—8», «ХАЗАРА 1888», Афганская медаль с пряжкой «ПЕЙВАР-КОТАЛ», Индийская медаль с пряжкой «ЧИТРАЛЬСКАЯ ОБОРОНА 1895», коронационная медаль Эдуарда VII.

## Память
Мемориальная доска в память Чаннера установлена в церкви Святой Маргариты в Нортхэме. Его имя выбито на доске в Зале почёта, а портрет висит в классной комнате в Челтнемском колледже в Глостершире.
В 2015—2016 годах медали, именной мамлюкский ятаган с ножнами, фотографии и документы Чаннера были выставлены на аукцион «Dix Noonan Webb». Награды, в том числе крест Виктории, были приобретены лордом Ашкрофтом для своей личной коллекции. Ныне они выставляются в экспозиции Имперского военного музея.